# Iveta Apkalna
Iveta Apkalna, née le 30 novembre 1976 à Rēzekne en Lettonie, est une organiste lettonne.

## Biographie
Iveta Apkalna a fait des études de piano et d'orgue à l'Académie lettonne de musique d'où elle sort diplômée en 1999. De 1999 à 2000, elle poursuit ses études de piano à la Guildhall School of Music and Drama de Londres. En 2003, elle finit ses études d'organiste sous la direction de Ludger Lohmann à la Staatliche Hochschule für Musik und Darstellende Kunst de Stuttgart.
Elle a donné des concerts dans de nombreuses églises européennes et nord-américaines, dont fréquemment aux orgues de la cathédrale de Riga. Son répertoire est dédié à l'ensemble de la musique pour orgue, de Bach aux compositeurs contemporains. Elle se produit régulièrement avec l'orchestre de la Kremerata Baltica.
En 1993, elle tint les grandes orgues de la basilique d'Aglona en Lettonie lors de la visite officielle du pape Jean-Paul II.
En 2016, elle devient la première titulaire de l'orgue de la Philharmonie de l'Elbe à Hambourg inauguré en janvier 2017.

## Prix et distinctions
- 2002 : Finaliste européenne lors de la dernière édition historique du concours international d'orgue de la Banque Royale de Calgary (Canada) et y remporte le prix J.S. Bach[2]
- 2003 : Grand Prix du 3e Concours international d'Orgue « Mikael Tariverdiev » à Kaliningrad (Russie)
- 2003, 2017 : Prix de la musique classique lettone
- 2005 : Prix ECHO-Klassik dans la catégorie « Instrumentaliste de l'année » pour le disque Himmel & Hölle

## Discographie

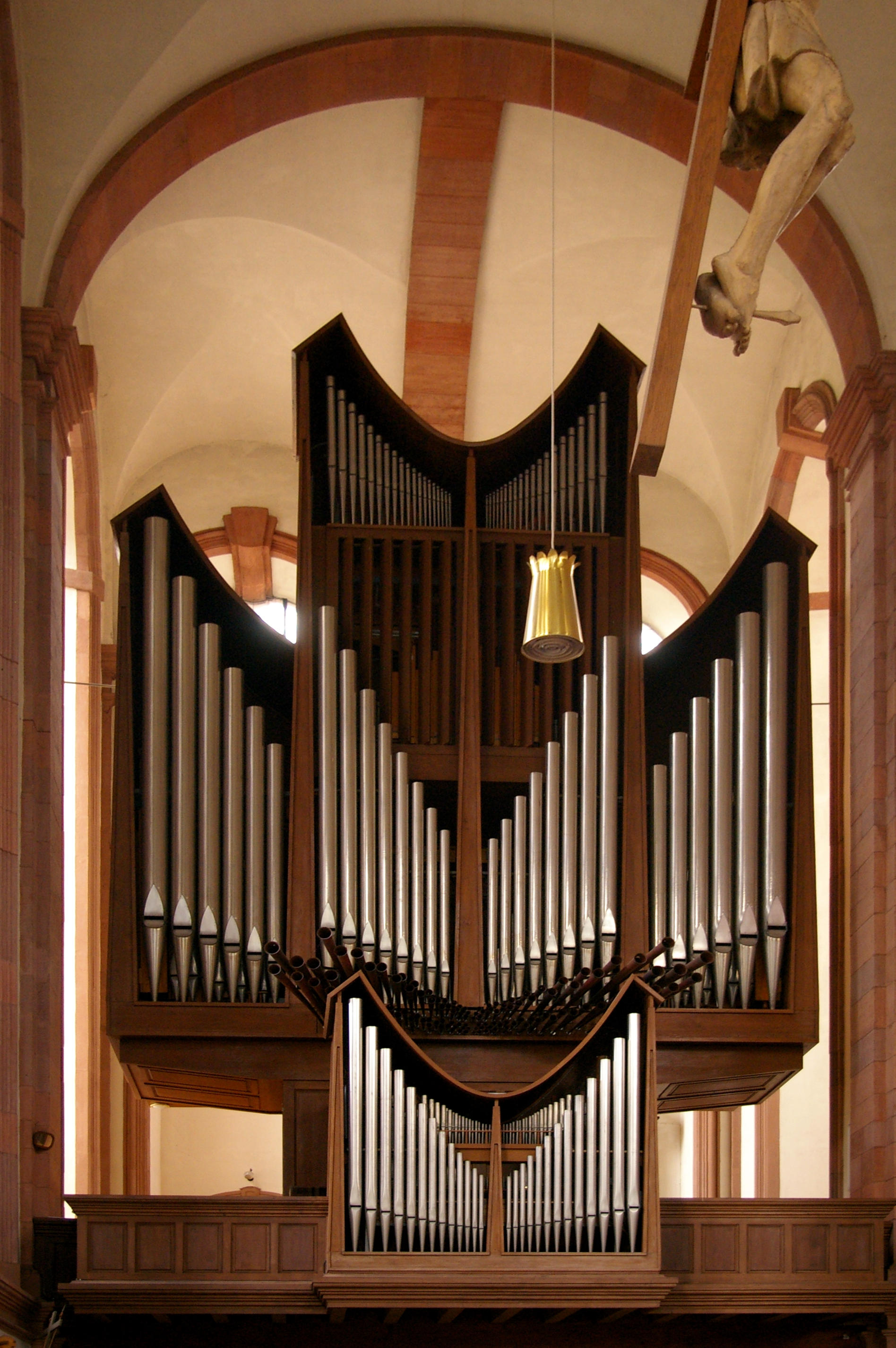
l'orgue Johannes Klais de l'Abbaye de Himmerod.

- Iveta Apkalna Live (2003, Edition Hera)
- Touch down in Riga (2004, Querstand)
- Himmel & Hölle – Orgue Rieger (1987) de l'église de St. Martin (de), Wangen im Allgäu (16-18 septembre 2004, Edition Hera) (OCLC 71192454) — Œuvres de Bach, Aivars Kalējs, Liszt, Reger, Petr Eben, Maurice Duruflé, Naji Hakim, George Thalben-Ball, Prokofiev (trans. Jean Guillou).
- Prima Volta (2005, Ifo Classics) (OCLC )
- Iveta Apkalna aux grandes orgues Schuke (2005) du grand Auditorium de la Philharmonie Luxembourg (11-13 février 2005, Ifo Classics) (OCLC 213297971) — Œuvres de Schumann, Bach, Naji Hakim, Jongen et Prokofiev.
- Trumpet and Organ (2008, Phoenix)
- The New Organ of the Philharmonie Mercatorhalle Duisburg (2009, Acousence Classics)
- L'Amour et la Mort – Orgue de la Philharmonie Essen (2011, Oehms Classics) (OCLC 753996770) — Œuvres de Widor, Saint-Saëns, Bizet (arr. Jörg Abbing) et Fauré (arr. Iveta Apkalna).
- Bach Apkalna Glass – À l'orgue Johannes Klais de l'Abbaye de Himmerod (juin/octobre 2013, 2 CD Oehms Classics OC 1827) (OCLC 911076994) — Œuvres de Bach et Philip Glass.
- Péter Eötvös, Multiversum – Iveta Apkalna, orgue ; László Fassang, orgue hammond ; Orchestre du Concertgebouw, dir. Peter Eötvös (concert 19-20 octobre 2017, « Horizon 9 » RCO Live) (OCLC 1102596082) — Avec des œuvres de Joey Roukens (en), Richard Rijnvos (en) et Erkki-Sven Tüür.
- Light und Dark (2018, Berlin Classics)

### Vidéographie
- Les Envolées de l'orgue, documentaire télévisé de Peter Schlögl, ZDF, 2008.